# Аликаев камень
Аликаев камень — мощный известняковый утёс с комплексом скальной флоры, расположен на берегу реки Сараны (приток Уфы). Главная достопримечательность окрестностей, расположен в 7 км к западу от посёлка Сарана Красноуфимского района Свердловской области. Геоморфологический и ботанический памятник природы. Популярное место у туристов, спортсменов-скалолазов, традиционное место проведения туристических слётов.
Достигает высоты 50 м.

## История
Название Аликаев камень связывают с именем местного башкирского воеводы, боровшегося с русской колонизацией этих мест.
Когда-то у подножия Аликаева камня располагалась д. Петуховка. Именно здесь в 1970—1971 годах снимался фильм «Тени исчезают в полдень». По сюжету фильма на этом утёсе была убита командир отряда Красная Марья. С тех пор место получило своё второе название — Марьин утёс.
Название «Марьин утёс» носит ряд памятников природы в других местах